# Мішель Гомес
Мішель Мей Ромні Марш Антонія Гомес (англ. Michelle May Romney Marsham Antonia Gomez нар. 23 листопада 1966 року, Глазго, Шотландія, Велика Британія) — шотландська актриса кіно і телебачення. Найбільш відома за своїми ролями в комедійних телесеріалах, таких як «Зелене крило» і «Погана освіта», за роллю Міссі, жіночої інкарнації Майстра, в британському науково-фантастичному серіалі «Доктор Хто», а також Мері Уорделл / Мадам Сатани в хорор-серіалі «Моторошні пригоди Сабріни».

## Біографія
Мішель Гомес народилась 23 листопада 1966 року в місті Глазго, Шотландія. Її батько Тоні був фотографом, а мати Мей управляла модельним агентством. Має португальські коріння з боку батька. Коли Мішель побачила процес виробництва мюзиклу «Цілуй мене, Кет» у віці семи років, вона захотіла стати акторкою, і її батьки підтримали це бажання. Навчалась в Shawlands Academy (1978—1983) та в Королівській шотландської академії музики та драми.

## Кар'єра
Першим серйозним проектом Гомес був фільм «Кислотний будинок», знятий в 1998 році за мотивами оповідань Ірвіна Велша. Потім вона знялася у двох телесеріалах телеканалу Channel 4 — «The Book Group» і «Зелене крило».
У 2005—2007 роках Мішель зіграла кілька ролей в кіно: «Хромофобія», «Красуні на виданні», а також «Куля агента таємної поліції», де вона повернулась до ролі Сью Уайт, зіграної нею в серіалі «Зелене крило». У 2007 році взяла участь в аудіопостановці «Valhalla» за серіалом «Доктор Хто». У 2008 році приєдналась до Королівської шекспірівської компанії та виконала роль Катаріни в «Приборканні норовливої».
У 2012 році Гомес з'явилася в телесеріалі «Погана освіта» в ролі заступника директора школи Ізобель Піквелл, а у 2013 році повернулася до цієї ролі у другому сезоні серіалу. У 2014 році вона почала брати участь в комедійних скетчах для каналу Wildseed Studios на YouTube.
У 2014 році Мішель приєдналася до акторського складу восьмого сезону телесеріалу «Доктор Хто»; спочатку її роль була позначена як Хранительниця врат Сфери Небуття Міссі. У двосерійному фіналі сезону «Темна вода» / «Смерть на небесах» було розкрито, що персонаж Гомес є інкарнацією Майстра, одного з основних ворогів Доктора, який вперше з'явився в серіалі в 1971 році. Актриса повернулась до своєї ролі в першій історії дев'ятого сезону «Учень чарівника» / «Фамільярі відьми». 16 травня 2017 року Гомес підтвердила, що покине серіал після десятого сезону, хоча Мішель не виключає можливості повернення в серіал в майбутньому.
У 2018 році актриса отримала роль Мері Уорделл в телесеріалі Netflix «Моторошні пригоди Сабріни». Уорделл — учитель та наставниця Сабріни Спеллман, яка одержима Мадам Сатаною.

## Особисте життя
Мішель Гомес одружена з актором Джеком Девенпортом з 1 травня 2000 року. На початку 2010 року у них народився син Гаррі. Сім'я проживає в Нью-Йорку, США.

## Фільмографія

### Кіно
| рік  | Назва                 | Оригінальна назва              | роль                         |
| ---- | --------------------- | ------------------------------ | ---------------------------- |
| 1989 | Перший і останній     | First and Last                 | медсестра                    |
| 1998 | Кислотний будинок     | The Acid House                 | Катріона                     |
| 1998 |                       | Gunslinger's Revenge           | дівчина в шкірі              |
| 1999 | Новий світовий безлад | New World Disorder             |                              |
| 1999 | Ескорт                | The Escort                     | господиня                    |
| 1999 | Кліщі                 | Ticks                          | Налякана дівчина по телефону |
| 2000 | Злочинні ангели       | Offending Angels               | колишня дівчина Баггі        |
| 2001 | Передмістя            | Subterrain                     |                              |
| 2003 |                       | Ready When You Are, Mr. McGill | Джуді                        |
| 2005 | Хромофобія            | Chromophobia                   | Bushey                       |
| 2005 |                       | Meat the Campbells             | місіс Кемпбелл               |
| 2006 |                       | The Good Housekeeping Guide    | Дженні                       |
| 2006 |                       | Secret Policeman's Ball sketch | Сью Уайт                     |
| 2007 | Красуні на виданні    | Wedding Bells                  | Аманда                       |
| 2009 |                       | Svengali                       | Francine Hardy               |
| 2012 | Весільне відео        | The Wedding Video              | розпорядник на весіллі       |

### Телебачення
| рік       | Назва                     | Оригінальна назва                  | роль                        |
| --------- | ------------------------- | ---------------------------------- | --------------------------- |
| 1992      | Таггерт                   | Taggart                            | перукар                     |
| 1996      | Чисто англійське вбивство | The Bill                           | Пенні Грейс                 |
| 1998      | Чисто англійське вбивство | The Bill                           | Керрі Беннетт               |
| 1999      | Таггерт                   | Taggart                            | Харріет Бейлес              |
| 1999      | Горець: Ворон             | Highlander: The Raven              | Талія Бауер                 |
| 2001      | Ребус: Символ із сад      | Rebus                              | Caro Rattray                |
| 2002      | Моя сім'я                 | My Family                          | Шерон                       |
| 2002-2003 | Книжковий клуб            | The Book Group                     | Джанис Маккейн              |
| 2003      | Біс в ребро               | Manchild                           | Кітті                       |
| 2005      | Вбивство в передмісті     | Murder in Suburbia                 | Аніта Грін                  |
| 2004-2005 |                           | Carrie and Barry                   | Мішель                      |
| 2004-2006 | Зелене крило              | Green Wing                         | Сью Уайт                    |
| 2006      | Відчуй силу               | Feel the Force                     | Саллі Боббінс               |
| 2007      | Олівер Твіст              | Oliver Twist                       | Місіс Соверберрі            |
| 2012-2013 | Погана освіта             | Bad Education                      | Ізобель Піквелл             |
| 2013      | Неврівноважені            | Playhouse Presents                 | Марія Стюарт                |
| 2014-2017 | Доктор Хто                | Doctor Who                         | Міссі                       |
| 2015      | Готем                     | Gotham                             | Глава організації кілерів   |
| 2015      | На грані                  | The Brink                          | Ванесса                     |
| 2018-2020 | Моторошні пригоди Сабріни | The Chilling Adventures of Sabrina | Мері Уорделл / Мадам Сатана |

### Відеоігри
| рік  | Назва               | роль              | Примітка                                 |
| ---- | ------------------- | ----------------- | ---------------------------------------- |
| 2015 | Lego Dimensions     | Майстер (озвучка) | Розробник TT Games Ltd.                  |
| 2018 | Doctor Who Infinity | Міссі (озвучка)   | Розробник Tiny Rebel Games / Seed Studio |